# Louise van Saksen-Gotha-Altenburg (1800-1831)

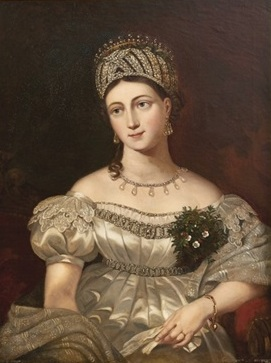
Louise van Saksen-Gotha-Altenburg

Louise Dorothea Pauline Charlotte Frederieke Auguste van Saksen-Gotha-Altenburg (Gotha, 21 december 1800 — Parijs, 30 augustus 1831) was een Duitse prinses.
Zij was de dochter van August van Saksen-Gotha-Altenburg en diens vrouw Louise Charlotte van Mecklenburg-Schwerin. Omdat zij, toen haar vader stierf, het enige kind was, leverde zijn opvolging enige moeilijkheden op.
Op 3 juli 1817 trouwde de toen nog zestien jaar oude prinses, met een familielid: Ernst van Saksen-Coburg. Het werd geen gelukkig huwelijk. 
In 1826 scheidden zij. Inmiddels waren er wel twee kinderen geboren:
- Ernst, die later zijn vader zou opvolgen.
- Albert, die later zou trouwen met koningin Victoria.

Deze kinderen bleven na de scheiding achter op het slot bij hun vader. Louise hertrouwde nog in hetzelfde jaar met Alexander von Hanstein. Uit dat huwelijk werden geen kinderen geboren. 
Louise overleed aan baarmoederkanker op dertigjarige leeftijd in Parijs.

## Voorouders
| Voorouders van Louise van Saksen-Gotha-Altenburg | Voorouders van Louise van Saksen-Gotha-Altenburg                                                        | Voorouders van Louise van Saksen-Gotha-Altenburg                                                        | Voorouders van Louise van Saksen-Gotha-Altenburg                                                      | Voorouders van Louise van Saksen-Gotha-Altenburg                                                      | Voorouders van Louise van Saksen-Gotha-Altenburg                                                         | Voorouders van Louise van Saksen-Gotha-Altenburg                                                         | Voorouders van Louise van Saksen-Gotha-Altenburg                                                 | Voorouders van Louise van Saksen-Gotha-Altenburg                                                 |
| ------------------------------------------------ | --- | --- | --- | --- | --- | --- | ------------------------------------------------------------------------------------------------ | ------------------------------------------------------------------------------------------------ |
| Overgrootouders                                  | Frederik III van Saksen-Gotha-Altenburg (1699-1772) ∞ Louise Dorothea van Saksen-Meiningen. (1710-1767) | Frederik III van Saksen-Gotha-Altenburg (1699-1772) ∞ Louise Dorothea van Saksen-Meiningen. (1710-1767) | Anton Ulrich van Saksen-Meiningen. (1687-1763) ∞ Charlotte Amalia van Hessen-Philippsthal (1730-1801) | Anton Ulrich van Saksen-Meiningen. (1687-1763) ∞ Charlotte Amalia van Hessen-Philippsthal (1730-1801) | Lodewijk van Mecklenburg-Schwerin (1725-17778) ∞ Charlotte Sophie van Saksen-Coburg-Saalfeld (1731-1810) | Lodewijk van Mecklenburg-Schwerin (1725-17778) ∞ Charlotte Sophie van Saksen-Coburg-Saalfeld (1731-1810) | Johan August van Sachsen-Gotha-Altenburg (1704-1767) ∞ Luise Reuß zu Schleiz (1726-1773)         | Johan August van Sachsen-Gotha-Altenburg (1704-1767) ∞ Luise Reuß zu Schleiz (1726-1773)         |
| Grootouders                                      | Ernst II van Saksen-Gotha-Altenburg (1745-1804) ∞ Maria Charlotte van Saksen-Meiningen (1751-1827)      | Ernst II van Saksen-Gotha-Altenburg (1745-1804) ∞ Maria Charlotte van Saksen-Meiningen (1751-1827)      | Ernst II van Saksen-Gotha-Altenburg (1745-1804) ∞ Maria Charlotte van Saksen-Meiningen (1751-1827)    | Ernst II van Saksen-Gotha-Altenburg (1745-1804) ∞ Maria Charlotte van Saksen-Meiningen (1751-1827)    | Frederik Frans I van Mecklenburg-Schwerin (1756-1837) ∞ Louise van Saksen-Gotha (1756-1808)              | Frederik Frans I van Mecklenburg-Schwerin (1756-1837) ∞ Louise van Saksen-Gotha (1756-1808)              | Frederik Frans I van Mecklenburg-Schwerin (1756-1837) ∞ Louise van Saksen-Gotha (1756-1808)      | Frederik Frans I van Mecklenburg-Schwerin (1756-1837) ∞ Louise van Saksen-Gotha (1756-1808)      |
| Ouders                                           | August van Saksen-Gotha-Altenburg (1772-1822) ∞ 1797 Louise van Mecklenburg-Schwerin (1779-1801)        | August van Saksen-Gotha-Altenburg (1772-1822) ∞ 1797 Louise van Mecklenburg-Schwerin (1779-1801)        | August van Saksen-Gotha-Altenburg (1772-1822) ∞ 1797 Louise van Mecklenburg-Schwerin (1779-1801)      | August van Saksen-Gotha-Altenburg (1772-1822) ∞ 1797 Louise van Mecklenburg-Schwerin (1779-1801)      | August van Saksen-Gotha-Altenburg (1772-1822) ∞ 1797 Louise van Mecklenburg-Schwerin (1779-1801)         | August van Saksen-Gotha-Altenburg (1772-1822) ∞ 1797 Louise van Mecklenburg-Schwerin (1779-1801)         | August van Saksen-Gotha-Altenburg (1772-1822) ∞ 1797 Louise van Mecklenburg-Schwerin (1779-1801) | August van Saksen-Gotha-Altenburg (1772-1822) ∞ 1797 Louise van Mecklenburg-Schwerin (1779-1801) |
| Louise van Saksen-Gotha-Altenburg (1800-1831)    | | | | | | |                                                                                                  |                                                                                                  |